# Wet hergebruik van overheidsinformatie
De Wet hergebruik van overheidsinformatie (Who) is een Nederlandse wet die de Europese richtlijnen 2003/98/EG en 2013/37/EU inzake het hergebruik van overheidsinformatie implementeert.
De Who geeft burgers het recht om te verzoeken om al openbaar gemaakte informatie van instellingen met een wettelijke taak te mogen hergebruiken voor andere doeleinden, waaronder commerciële doeleinden.

## Geschiedenis
Wetgeving rondom hergebruik van overheidsinformatie waren tot 18 juli 2015 opgenomen in hoofdstuk V-A van de Wet openbaarheid van bestuur (Wob). De Wob is met name bedoeld om de legitimiteit van overheidsoptreden te kunnen controleren, terwijl de Who  economische en mededingingsrechtelijke uitgangspunten heeft. Hergebruik van overheidsinformatie is met de implementatie van de richtlijn een afzonderlijke wet geworden. De reikwijdte is hierbij verbreed van overheidsorganen naar de in de Europese richtlijn genoemde 'openbare lichamen'. Vanwege het ontbreken van een Nederlands equivalent zijn deze in de wet omgezet naar 'met een publieke taak belaste instelling'.  Hierdoor is de wet uitgebreid met commercieel hergebruik van openbaar cultureel materiaal.
De Wet implementatie Open data richtlijn heeft de Who in 2024 gewijzigd. De Who is in overeenstemming gebracht met de Europese Open Datarichtlijn waarin onder meer wordt geregeld dat bepaalde data via een API beschikbaar dient te worden gesteld.

## Reikwijdte
Personen en ondernemingen kunnen een verzoek om hergebruik van informatie richten aan een met een publieke taak belaste instelling. Hieronder vallen instellingen of bedrijven die werken onder een overheidsinstelling. De richtlijn definieert deze instellingen als iedere instelling die:
1. is opgericht met het specifieke doel te voorzien in behoeften van algemeen belang die niet van industriële of commerciële aard zijn, en
2. rechtspersoonlijkheid heeft, en
3. waarvan hetzij de activiteiten in hoofdzaak door de staat of zijn territoriale lichamen of andere publiekrechtelijke instellingen worden gefinancierd, hetzij het beheer is onderworpen aan toezicht door deze laatste, hetzij de leden van het bestuursorgaan, het leidinggevend orgaan of het toezichthoudend orgaan voor meer dan de helft door de staat, zijn territoriale lichamen of andere publiekrechtelijke instellingen zijn aangewezen;

De Who geldt ook voor musea en bibliotheken. Voor archieven zijn de bepalingen voor hergebruik geïmplementeerd in de Archiefwet met verwijzing naar relevante artikelen in de Wet Hergebruik Overheidsinformatie.

## Uitzonderingen
Bij een verzoek om hergebruik moet de instelling deze toestaan, tenzij een van de in de Who genoemde uitzonderingsgronden van toepassing is. Deze uitzonderingsgronden zijn:
- niet-openbare informatie;
- informatie waarvan een ander de rechthebbende is volgens het auteursrecht, naburige rechten of het databankenrecht;
- informatie bij publieke omroepen en daarvoor werkende instellingen;
- informatie van onderwijs- en onderzoeksinstellingen (uitgezonderd universiteitsbibliotheken);
- informatie van culturele instellingen die voorzien in levende cultuur zoals orkesten, opera, ballet- en theatergezelschappen;[1][6]
- informatie die verkregen zijn met een doel dat haaks staat op hergebruik;

Er bestaat de mogelijkheid om met een beroep op de Wob te verzoeken om de informatie openbaar te maken, waarna alsnog een verzoek om hergebruik mogelijk is. Van informatie waarvan een ander dan de instelling de rechthebbende is dient de instelling de identiteit van de rechthebbende te verstrekken. Van de identiteitsverstrekking zijn bibliotheken en musea uitgezonderd.

## Verstrekkingswijze
Een instelling mag voor de verstrekking van informatie voor hergebruik kosten in rekening brengen. Deze mogen niet meer hoger zijn dan de kosten voor vermenigvuldiging, verstrekking en verspreiding. Een uitzondering vormen musea en bibliotheken en in de wet aangewezen instellingen die bijkomende kosten mogen rekenen. Ook het Kadaster, de RDW en het Handelsregister van de Kamers van Koophandel mogen bijkomende kosten rekenen.
Bij het leveren van informatie onder de Who hebben instellingen een inspanningsverplichting om informatie in een open en machineleesbaar formaat aan te bieden. De licentievoorwaarden waaronder de informatie wordt verstrekt mogen de mogelijkheden tot hergebruik niet nodeloos beperken. Door het ministerie van Binnenlandse Zaken wordt de licentie  Creative Commons Zero aanbevolen omdat deze toestemming geeft om de informatie voor alle doeleinden te gebruiken zonder aansprakelijk te zijn voor het eindproduct waarvoor het gebruikt wordt.